# The Death Trip Continues...
The Death Trip Continues... è un EP del gruppo musicale statunitense Static-X, pubblicato nel 2000 dalla Warner Bros. Records.

## Tracce
1. Love Dump (Edit) – 3:20
2. Love Dump (Mephisto Odyssey Mix) – 5:28
3. Bled for Days (Album Version) – 3:46
4. Bled for Days (Live) – 4:04
5. Burning Inside (feat. Burton C. Bell) – 4:18
6. So Real – 5:41
7. S.O.M. – 3:24

## Formazione
- Wayne Static – voce, chitarra, programmazione
- Koichi Fukuda – chitarra, tastiera, programmazione
- Tony Campos – basso, cori
- Ken Jay – batteria